# Torvald T:son Höjer
Torvald Alrik Magnus T:son Höjer (født 26. februar 1906 i Stockholm, død 6. januar 1962 i Danderyd), var en svensk historiker. Han var søn af historiker og diplomat, Thorvald Magnusson Höjer.
I 1950 blev han professor i historie ved Stockholms högskola (det senere Stockholms universitet). 
Höjer rettede sin forskning mod den udenlandske politik og nyere historie. Efter et par værker med emner fra Bismarcktidens international politik forsvarede han sin afhandling om Carl Johan i den stora koalitionen mot Napoleon (1935). Især for Höjer som historiker, var en minutiøs grundighed i kildeforskningen, en mangesidig hensynstagende til de forskellige faktorer i et hændelsesforløb, et afbalanceret omdømme og en konsistent fremstilling. En central plads i hans produktion indtager biografien af Karl XIV Johan (3 bind 1939-1960), svensk historisk litteraturs mest monumentale værk af sin art. 
Han var redaktør af Historiske tidsskrifter fra 1949, og bidrog med over 100 artikler og anmeldelser, og satte sit personlige præg på dette organ for svenske historievidenskab. 
Han er begravet på Djursholms begravningsplats.